# Emmanuel Mounier
Pour les articles homonymes, voir Mounier.
Emmanuel Mounier, né le 1er avril 1905 à Grenoble, mort le 22 mars 1950 à Châtenay-Malabry (département des Hauts-de-Seine), est un philosophe catholique français, fondateur de la revue Esprit et à l'origine du courant personnaliste en France.

## Biographie

### Jeunesse et formation universitaire
Emmanuel Mounier est né à Grenoble d'un père pharmacien et d'une mère au foyer. Il étudie la philosophie à l’université de Grenoble de 1924 à 1927, où il suit les cours de Jacques Chevalier. Il acquiert auprès de celui-ci une « impulsion » et une méthode de recherche qui est, selon lui, « le sentiment qu'il y a toujours quelque chose à chercher » - le rôle joué par Chevalier auprès du gouvernement de Vichy ne devant pas faire oublier le professeur de philosophie qu'il a su être.
Outre Chevalier, Henri Bergson et Charles Péguy ont eu également une profonde influence sur Emmanuel Mounier.
Il est secrétaire après Jean Guitton du « groupe de travail en commun créé par Chevalier » et subventionné par le Lyonnais Victor Carlhian.
À 22 ans, il présente le 23 juin 1927, avec succès, son diplôme d'études supérieures sur « Le conflit de l'anthropocentrisme et du théocentrisme dans la philosophie de Descartes ». Ce travail du disciple de Chevalier constitue la première œuvre philosophique d'Emmanuel Mounier. Il vient à Paris pour passer l’agrégation en 1927-1928, à la Sorbonne ; il reste imperméable à l’idéalisme de Léon Brunschvicg, fréquente le Père Pouget qu'il est allé voir sur la recommandation de Jacques Chevalier en novembre 1927, et rencontre Jacques Maritain qui, détaché de l’Action française, cherche la voie d’un engagement civique démocratique. Il est reçu second à l’agrégation derrière Raymond Aron.

#### Implication dans la revue Esprit
Au début des années 1930, l'engagement de Mounier et de la revue Esprit pour faire face à la « crise de l'homme au XXe siècle », prend place — à côté de celui du mouvement l'Ordre nouveau (Robert Aron, Alexandre Marc, Denis de Rougemont) — dans le courant de réflexion et de recherches d'orientation personnaliste regroupant ceux que l'historiographie désigne aujourd'hui sous l'expression de non-conformistes des années 30. Jusqu'à la guerre, Mounier s'attache à approfondir les orientations de la révolution « personnaliste et communautaire » qu'il souhaite voir se réaliser pour remédier au « désordre établi », sans tomber dans les impasses totalitaires du fascisme ou du stalinisme.

#### Pendant la seconde guerre mondiale
Il est pacifiste jusqu'aux accords de Munich, qu'il déplore. Il écrit à l'occasion de ces derniers une phrase passée à la postérité pour critiquer les opposants au front populaire : « Plutôt Hitler que Blum », dans un article paru le 1er octobre 1938 dans la revue Esprit,. Intéressé par certaines des premières orientations du régime de Vichy (politique de la jeunesse, à laquelle il inspire l'idée de Jeune France), il fait reparaître Esprit, mais la revue est interdite en août 1941. Arrêté, il est libéré, aucune accusation n'ayant été retenue contre lui, après une éprouvante grève de la faim. Il se replie alors dans la Drôme où se poursuit son activité intellectuelle. Invité à l'école des cadres d'Uriage par le directeur, le capitaine Pierre Dunoyer de Segonzac, qui lui laisse une entière liberté de parole et le soutient quand le gouvernement demande son renvoi, Emmanuel Mounier fait partie des conférenciers réguliers. Il marque l'école de sa philosophie.

#### Après la seconde guerre mondiale
Dans la revue Esprit, on reproduisait en 1958 une citation d'Emmanuel Mounier qui qualifia de « trahison française » les accords de Munich abandonnant la Tchécoslovaquie à la merci des assauts du IIIe Reich, et mettait en garde l'opinion sur les risques de trahison sur le sol de France. Professeur au lycée du Parc à Lyon, il enseigne, durant la Seconde Guerre mondiale, au lycée Robin à Vienne.
D’après Giovanni Maria Vian (it), il aurait été le premier à évoquer le « silence » de Pie XII (en l’occurrence concernant l’invasion italienne de l'Albanie) et aurait ainsi contribué à la « légende noire » de ce pape.
Après la guerre, il multiplie les voyages et les contacts. Il participe à la réconciliation franco-allemande, le vrai point de départ de la re-création de l’Europe. En 1948, il crée le Comité français d’échanges avec l’Allemagne nouvelle.

« Avec le recul », témoigne Alfred Grosser, alors jeune secrétaire général de ce comité, « on s’aperçoit que c’est ce travail d’échanges qui a créé une sorte d’infrastructure humaine permanente pour les rapports franco-allemands et qui a contribué dans une large mesure à leur donner la spécificité sans laquelle la politique européenne des années 1950 comme celle des années 1960 ne saurait être expliquée. »

Emmanuel Mounier meurt à 44 ans, terrassé par une crise cardiaque (infarctus du myocarde), le 22 mars 1950.

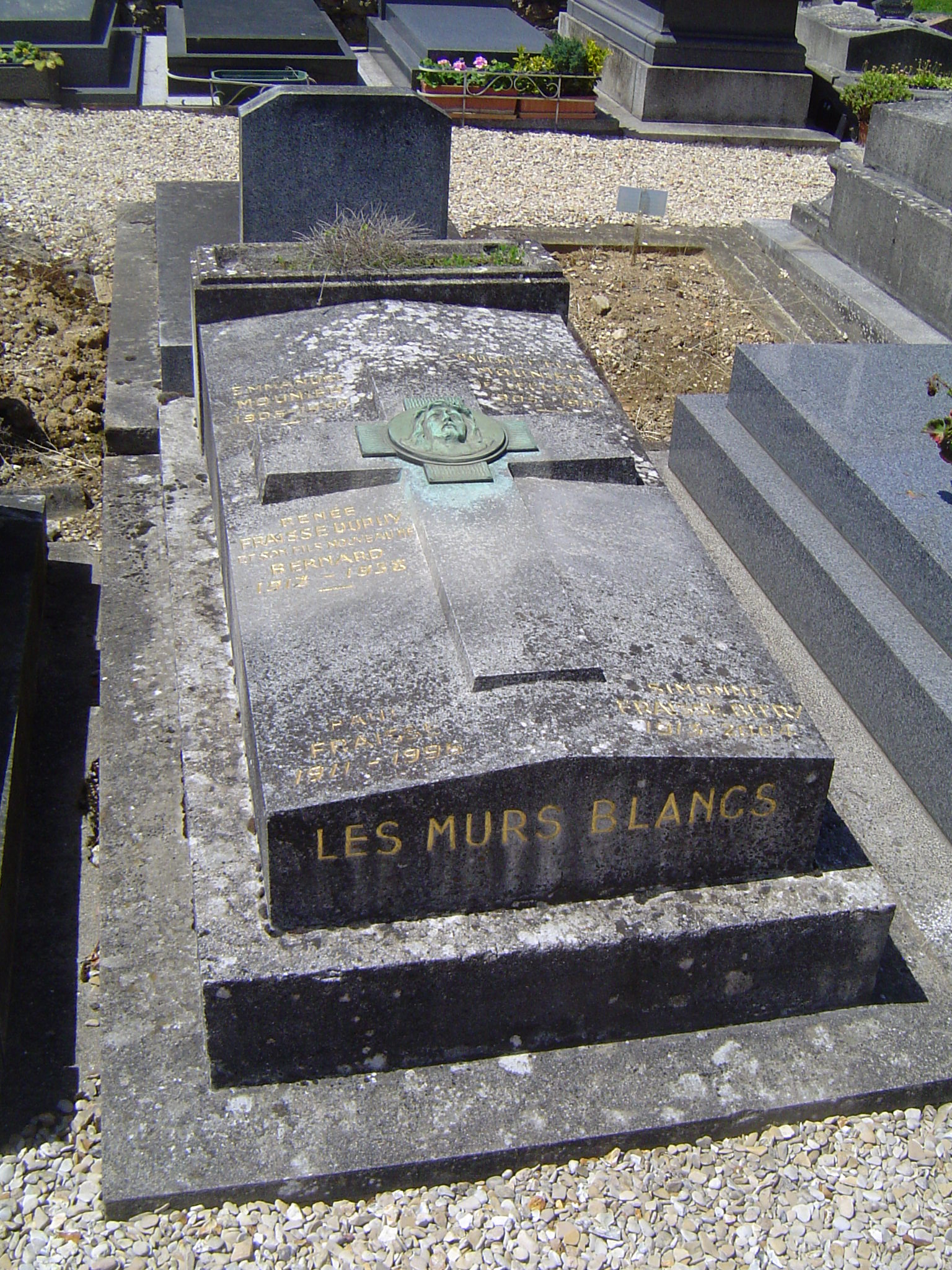
Sépulture d'Emmanuel Mounier au cimetière ancien de Châtenay-Malabry.

## Le personnalisme
Le personnalisme, nommé aussi personnalisme communautaire, de Mounier n’est ni un système ni une doctrine. C’est une « matrice philosophique », suggère Jean-Marie Domenach, ancien directeur d’Esprit. C’est, propose Guy Coq, « un espace de rencontres autour de quelques points d’appui, où chrétiens, musulmans, agnostiques, juifs et incroyants peuvent se retrouver dans une réflexion sur le monde que nous avons à construire. »
Même si c’est bien sa foi chrétienne qui l’inspire, il n’entend pas faire œuvre confessionnelle. Esprit ne sera donc pas une revue catholique, mais une revue où des croyants et des incroyants se fréquentent, discutent, s’expriment. Mounier veut créer une fraternité fondée sur un socle de valeurs communes et sur une méthode qui privilégie la discussion et la pluralité des points de vue.
Grâce à la revue et à ses livres traduits en plusieurs langues, l’influence du personnalisme se répand dans l’Europe entière. Esprit continue, une nouvelle génération de philosophes (Étienne Borne, Jean Lacroix, Gabriel Madinier, Joseph Vialatoux…) assure le relais, prolonge et élargit la réflexion. L’affirmation de la dignité inaliénable de la personne humaine gagne du terrain dans le courant personnaliste, et permet de fonder la pensée des droits de l'homme.

## Œuvres

### Éditions originales
- La Pensée de Charles Péguy, Plon, coll. « Roseau d'Or », 1931
- Révolution personnaliste et communautaire, Paris, Éd. Montaigne, 1934
- De la propriété capitaliste à la propriété humaine, Desclée de Brouwer, coll. « Questions disputées », 1936
- Manifeste au service du personnalisme, Éd. Montaigne, 1936
- Pacifistes ou Bellicistes, Paris, Éditions du Cerf, 1939
- L'Affrontement chrétien, Neuchâtel, Éditions de la Baconnière, 1944
- Montalembert (Morceaux choisis), Fribourg, L.U.F., coll. « Le Cri de la France », 1945
- Liberté sous conditions, Paris, Éditions du Seuil, 1946
- Traité du caractère, Paris, Éditions du Seuil, 1946
- Introduction aux existentialismes, Paris, Denoël, 1946
- Qu'est-ce que le personnalisme ?, Paris, Éditions du Seuil, 1947
- L'Éveil de l'Afrique noire, Paris, Éditions du Seuil, 1948
- La Petite Peur du XXe siècle, Paris, Éditions du Seuil, 1948
- Le Personnalisme, coll. « Que sais-je ? », Presses universitaires de France, no 395, 1950
- Feu la Chrétienté, Paris, Éditions du Seuil, 1950
- Les Certitudes difficiles, Paris, Éditions du Seuil, 1951
- Mounier et sa génération. Lettres, carnets et inédits, Paris, Éditions du Seuil, 1956
- Communisme, anarchie et personnalisme, Paris, Éditions du Seuil, 1966

### Œuvres complètes (1961-1962)
- Œuvres, 4 volumes, Paris, éd. du Seuil, 1961-1962 (épuisé) :
  - I. 1931–1939 (livres et choix d’articles)
  - II. Traité du caractère
  - III. 1944-1950 (livres)
  - IV. Recueils posthumes et correspondances[13]

### Rééditions modernes disponibles
- L'Engagement de la foi, textes choisis et présentés par Paulette Mounier (1re édition : Le Seuil, 1968), introduction de Guy Coq, Paris, éditions Parole et silence, 2005
- Le Personnalisme, PUF, coll. « Que sais-je ? », no 395, 2001 (1re édition : 1950)
- Refaire la Renaissance, préface de Guy Coq, Le Seuil, coll. « Points-Essais », 2000
- Écrits sur le personnalisme, préface de Paul Ricœur, Le Seuil, coll. « Points-Essais », 2000 Ces deux recueils reproduisent la plupart des textes du premier volume des Œuvres.
- Mounier et sa génération. Lettres, carnets et inédits, Paris, Parole et Silence, 2000 ; réédition de l'ouvrage de 1956
- La Petite Peur du XXe siècle, préface de Paul Ricœur, éditions R&N, 2020
- Une pensée combattante pour tes temps incertains, pages choisies, Desclée de Brouwer, 2025

## Hommages
Des lycées portent son nom à Grenoble, Angers et à Châtenay-Malabry.
L'avenue principale du campus UCLouvain Bruxelles Woluwe porte son nom à Woluwe-Saint-Lambert, commune bruxelloise où Emmanuel Mounier a résidé.